# Ère Qianlong
Pour les articles homonymes, voir Qianlong (homonymie).
L'ère Qianlong (mandchou : ᠠᠪᡴᠠᡳ
ᠸᡝᡥᡳᠶᡝᡥᡝ, translittération ：abkai wehiyehe ; chinois : 乾隆 ; pinyin : qiánlóng), est une ère de la dynastie Qing, pendant le règne de l'Empereur Qianlong, qui dura 60 ans, de 1736 à 1795